# Worldbeat (album)
Worldbeat – debiutancki album francuskiego zespołu muzycznego Kaoma, wydany w 1989 roku. Wydawnictwo promowały utwory „Lambada”, „Dançando Lambada”, „Mélodie d’amour”, „Lamba Caribe”, „Lambamor”, „Jambé fineté” oraz „Grillé”.
Album uzyskał status platynowej płyty w Brazylii oraz złotej płyty w Kanadzie. 
Wydawnictwo notowane było na 6. miejscu w zestawieniu sprzedaży albumów w Szwajcarii, 11. w Norwegii, 16. w Austrii, 17. w Australii, 21. w Niemczech, 14. we Francji, 12. w Holandii, 40. w Stanach Zjednoczonych oraz 41. miejscu w Szwecji.

## Lista utworów
1. „Lambada” – 3:27
2. „Lambareggae” – 3:52
3. „Dançando Lambada” – 4:44
4. „Lambamor” – 4:09
5. „Lamba caribe” – 4:07
6. „Mélodie d’amour” – 4:11
7. „Sindiang” – 3:58
8. „Sopenala” – 4:28
9. „Jambé fineté (Grillé)” – 4:26
10. „Salsa nuestra” – 4:38

## Pozycje na listach sprzedaży i certyfikaty
| Rok  | Album     | Pozycje na listach sprzedaży | Pozycje na listach sprzedaży | Pozycje na listach sprzedaży | Pozycje na listach sprzedaży | Pozycje na listach sprzedaży | Pozycje na listach sprzedaży | Pozycje na listach sprzedaży | Pozycje na listach sprzedaży | Pozycje na listach sprzedaży | Certyfikat                                |
| Rok  | Album     | AUS                          | AUT                          | FRA                          | GER                          | NLD                          | NOR                          | SWE                          | SWI                          | USA                          | Certyfikat                                |
| ---- | --------- | ---------------------------- | ---------------------------- | ---------------------------- | ---------------------------- | ---------------------------- | ---------------------------- | ---------------------------- | ---------------------------- | ---------------------------- | ----------------------------------------- |
| 1989 | Worldbeat | 17                           | 16                           | 14                           | 21                           | 12                           | 11                           | 41                           | 6                            | 40                           | - BRA: platynowa płyta - CAN: złota płyta |